# 薩倫西 (喬治亞州)
薩倫西（英語：Surrency）是一個位於美國喬治亞州阿普林縣的城鎮。

## 地理
薩倫西的座標為31°43′27″N 82°11′55″W / 31.72417°N 82.19861°W，而該地的平均海拔高度為56米（即184英尺）。

## 人口
根據2010年美國人口普查的數據，薩倫西的面積為2.00平方千米，當中陸地面積為2.00平方千米，而水域面積為0.00平方千米。當地共有人口201人，而人口密度為每平方千米100人。